# Cupedora evandaleana
Cupedora evandaleana är en snäckart som först beskrevs av Ludwig Pfeiffer 1864.  Cupedora evandaleana ingår i släktet Cupedora och familjen Camaenidae. IUCN kategoriserar arten globalt som starkt hotad. Inga underarter finns listade i Catalogue of Life.